# Rhodostrophia meonaria
Rhodostrophia meonaria là một loài bướm đêm trong họ Geometridae.